# Verre bombé
Un verre bombé est un verre plat qui a subi un bombage pour prendre une forme plus ou moins cylindrique ou sphérique. Le verre bombé peut être un verre imprimé ou un verre de sécurité sous forme de verre bombé feuilleté ou de verre bombé trempé,. 

## Utilisations
Les verres bombés sont utilisés dans la construction, l'ameublement, les comptoirs, les présentoirs, les luminaires et les miroirs d'optique. Ils sont aussi utilisés dans les moyens de transport tels que les voitures. C'est le cas des pare-brises qui sont en verre feuilleté et les lunettes arrières et les vitres latérales qui sont en verre trempé.

## Bombage
Les principales techniques de bombage sont présentées ci-dessous.

### Bombage sur moule
La plaque en verre est laissée s'affaisser sous l'action de la pesanteur et de la chaleur sur un moule dont la forme correspond à celle du volume bombé à obtenir. Le moule peut être constitué de chamotte finement broyée qui est tassée à la forme voulue. On parle de moulage sur sable. Le moule peut être aussi métallique ou réfractaire. Il est alors saupoudré de talc pour éviter le collage.

### Bombage sur squelette
La plaque de verre est posée par ses extrémités sur un cadre métallique, le « squelette », qui a le profil final du bord du vitrage et sur lequel, sous l'action de la pesanteur et de la chaleur, viendra reposer la périphérie du volume ramolli. La qualité de la surface du verre est ainsi préservée puisque, sauf au bord, tout contact avec un solide quelconque est évité.

## Applications

### Verre bombé feuilleté
Les principales techniques de fabrication du verre bombé feuilleté sont présentées ci-dessous. La mise en forme se fait par un bombage sur squelette suivi par un feuilletage.
Sur le squelette, deux plaques en verre sont posées l’une sur l’autre, séparées par un saupoudrage de kieselguhr. Après formage, les plaques de verre sont assemblées avec un intercalaire, tel que le poly(butyral vinylique), soit par calandrage sous pression soit par mise sous vide à chaud dans un autoclave.
Pour des formes plus complexes, le squelette peut comporter des articulations et la cellule de chauffe peut chauffer indépendamment différentes zones du verre.

### Verre bombé trempé
Les principales techniques de fabrication du verre bombé trempé sont présentées ci-dessous. La mise en forme commence par la préchauffe dans un four tunnel à rouleaux des plaques de verre déposées horizontalement suivi par le bombage puis par une trempe induite généralement par un soufflage d’air ventilé rapide.
Pour des formes cylindriques et à simple courbure comme dans le cas des vitres latéraux, les rouleaux du four tunnel sont suivis soit par des guidons dont l’inclinaison variable permet d’obtenir la courbure souhaitée (bombage longitudinal), soit par un jeu de rouleaux cylindriques dont les paliers sont disposés le long d’un arc ayant la courbure souhaitée (bombage transversal).
Pour des formes ayant une double courbure comme dans le cas des lunettes arrière, à la sortie du four tunnel une station de bombage sur squelette est installée. Le positionnement du verre sur le squelette et le formage mettent en œuvre, selon les procédés, diverses techniques, notamment l’aspiration et le soufflage.